# Семенівка (Кременчуцький район)
Семе́нівка — селище в Україні, на Придніпровській низовині, центр Семенівської селищної громади Кременчуцького району Полтавської області. Населення, станом на 2013 рік, становить — 6400 осіб, (8600 осіб у 1966 році). Харчова промисловість (зокрема цукроварня). Розташоване в західній частині Полтавської області. Колишній центр Семенівського району.

## Географічне розташування
Селище міського типу Семенівка знаходиться на берегах річки Крива Руда, вище за течією на відстані 2 км розташоване село Малі Липняги, нижче за течією примикають села Тарасівка та Паніванівка. Річка в цьому місці пересихає, на ній зроблений великий ставок Крива Руда. Через селище проходять автомобільна дорога Т 1716 та залізниця, станція Веселий Поділ і автовокзал Семенівка.

## Історія
Поселення засноване Семеном Степановичем Родзянко, миргородським полковим осавулом (1746–1752), на місці ранішого хутора. Він і дав, розбудованому 1753 року, поселенню цю назву (за своїм іменем).
До кінця 1781 року Семенівка входила до Хорольської сотні Миргородського полку. Потім — до Хорольського повіту Київського намісництва. Землі села належали поміщиками Старицьким, нащадкам Родзянків по жіночій лінії. З 1796 року Семенівка входила до складу Малоросійської губернії, з 1802 року — Полтавської губернії. З 1836 року Семенівка — містечко, волосний центр.
Наприкінці XIX століття споруджено залізницю Кременчук — Ромни, що пролягла через Семенівку. Станція дістала назву Веселий Поділ.
В 1917 році селище входить до складу Української Народної Республіки.
З березня 1923 року Семенівка — районний центр Семенівського району у складі Кременчуцької округи. З лютого 1932 року по вересень 1937 року — у складі Харківської області, а з вересня 1937 року — Полтавської області.
З грудня 1962 року входило до складу Хорольського району. У січні 1965 року знову утворено Семенівський район.

## Репресовані радянською владою односельці
1. Гіренко Семен Прокопович — 1901 року народження, місце народження: Полтавська обл. смт Семенівка, національність: українець, останнє місце проживання: Полтавська обл. смт Семенівка, останнє місце роботи: рядовий пожежної команди, Заарештований 23 серпня 1941 р., Засуджений Військовим трибуналом військ НКВС і охорони тилу 38 Армії Південно-Західного фронту 2 вересня 1941 р. за ст. 54-10 ч. 2 КК УРСР до розстрілу., Вирок виконано 25 вересня 1941 р.
2. Гете Тимофій Маркович — 1884 року народження, місце народження: Полтавська обл. смт Семенівка, національність: німець, останнє місце проживання: Полтавська обл. смт Семенівка, останнє місце роботи: робітник фабрики, Заарештований 24 червня 1941 р., Засуджений Особливою нарадою при НКВС СРСР 24 січня 1942 р. (стаття КК не вказана) до 8 років позбавлення волі.
3. Дік Герхард Борисович — 1913 року народження, місце народження: Полтавська обл. смт Семенівка, національність: німець, останнє місце проживання: Полтавська обл. смт Семенівка, останнє місце роботи: перекладач тресту «Криворіжбуд», Заарешт. 28.06.1933 р., звинувачений у проведенні к/ рев. діяльності, ув'язнений у ВТТ на 3 р.
4. Дроботенко Ганна Адольфівна — 1901 року народження, місце народження: Полтавська обл. смт Семенівка, національність: українка, соціальне походження: із селян, освіта: освіта початкова, останнє місце проживання: Полтавська обл. смт Семенівка, останнє місце роботи: Робітниця заготівельної контори, Заарештована 18 грудня 1944 р., Засуджена Особливою нарадою при НКВС СРСР 3 листопада 1945 р. (стаття КК не вказана) до 1 року позбавлення волі.
5. Дубовик Андрій Васильович — 1897 року народження, місце народження: Полтавська обл. смт Семенівка, національність: українка, соціальне походження: із селян, освіта: освіта початкова, останнє місце проживання: Полтавська обл. смт Семенівка, останнє місце роботи: Директор радгоспу, Заарештований 13 жовтня 1937 р., Засуджений Особливою трійкою при УНКВС Полтавської обл. 4-5 грудня 1937 р. (стаття КК не вказана) до 10 років позбавлення волі., Термін покарання відбував у таборах НКВС до 13 жовтня 1947 р.
6. Дуленко Мусій Петрович — 1903 року народження, місце народження: Полтавська обл. с. Строкачі Семенівського р-ну, національність: українець, соціальне походження: із службовців, освіта початкова: освіта початкова, останнє місце проживання: Полтавська обл. смт Семенівка, останнє місце роботи: Технічний бухгалтер цукрового заводу, Заарештований 21 жовтня 1946 р., Засуджений Полтавським обласним судом 6 травня 1948 р. за ст. 54-10 ч. 1 КК УРСР до 10 років позбавлення волі з поразкою в правах на 5 років.
7. Дуков Дмитро Григорович — 1884 року народження, місце народження: Полтавська обл. смт Семенівка, національність: росіянин, останнє місце проживання: Черкаська обл. с. Вереміївка Чорнобаївського р-ну, останнє місце роботи: Колгоспник, Заарештований 27 червня 1941 р., Засуджений Полтавським обласним судом 16 серпня 1941 р. за ст. 54-10 ч. 1 КК УРСР до 7 років позбавлення волі з поразкою в правах на 3 роки.

## Навчальні заклади
- Семенівський НВК № 1
- Семенівський НВК № 2
- Будинок дитячої та юнацької творчості
- Семенівський міжшкільний навчально-виробничий комбінат
- Дитячо-юнацька спортивна школа
- Дитячий садок «Малятко»
- Дошкільна група при НВК № 2

## Пам'ятки
- Братська могила радянських воїнів.
- Пам'ятник жертвам Чорнобильської трагедії.
- Пам'ятний знак жертвам Голокосту.
- Пам'ятник Тарасу Шевченко.
- Дуби черешчаті (пам'ятка природи).

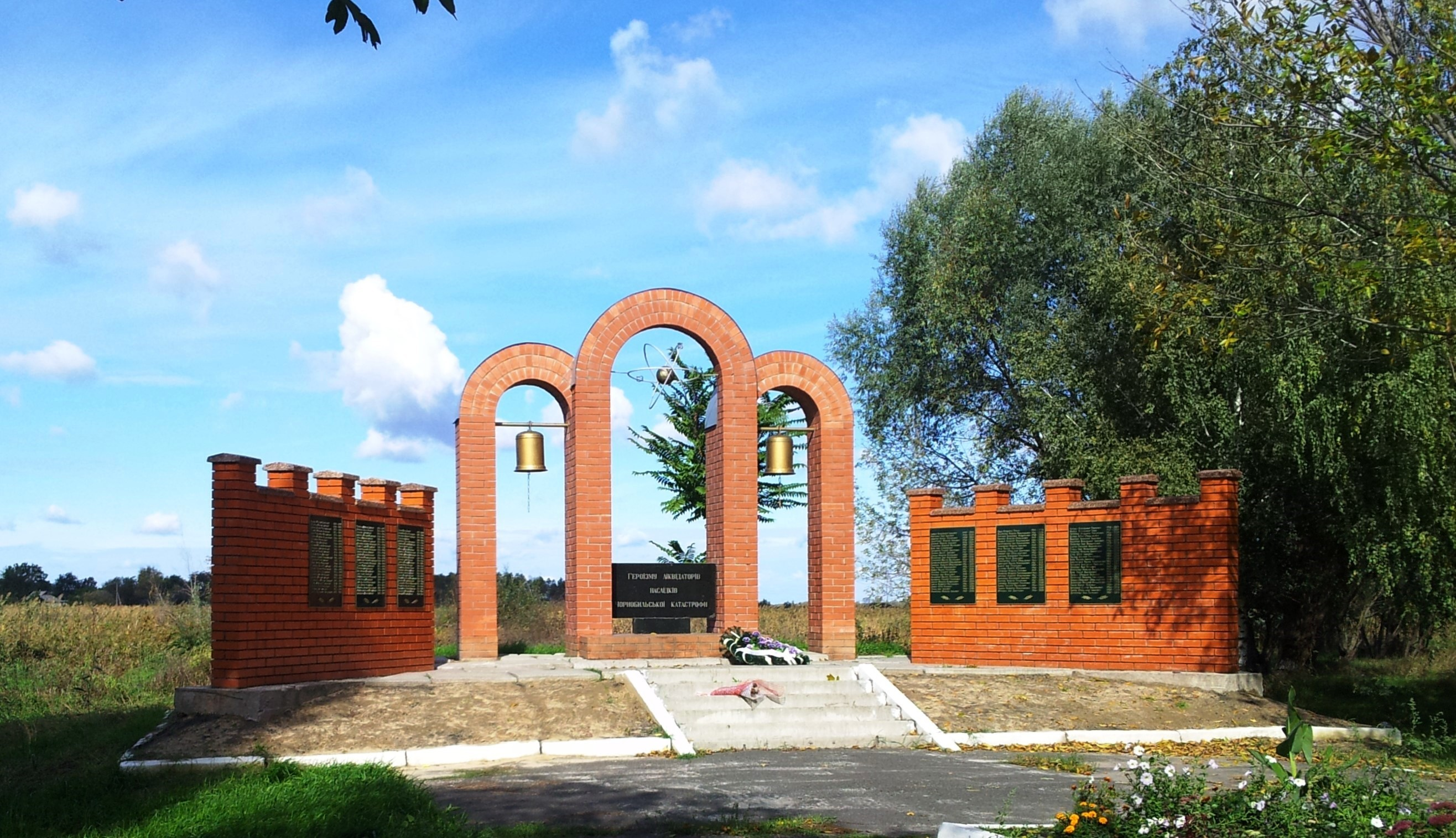
Жертвам Чорнобильської аварії
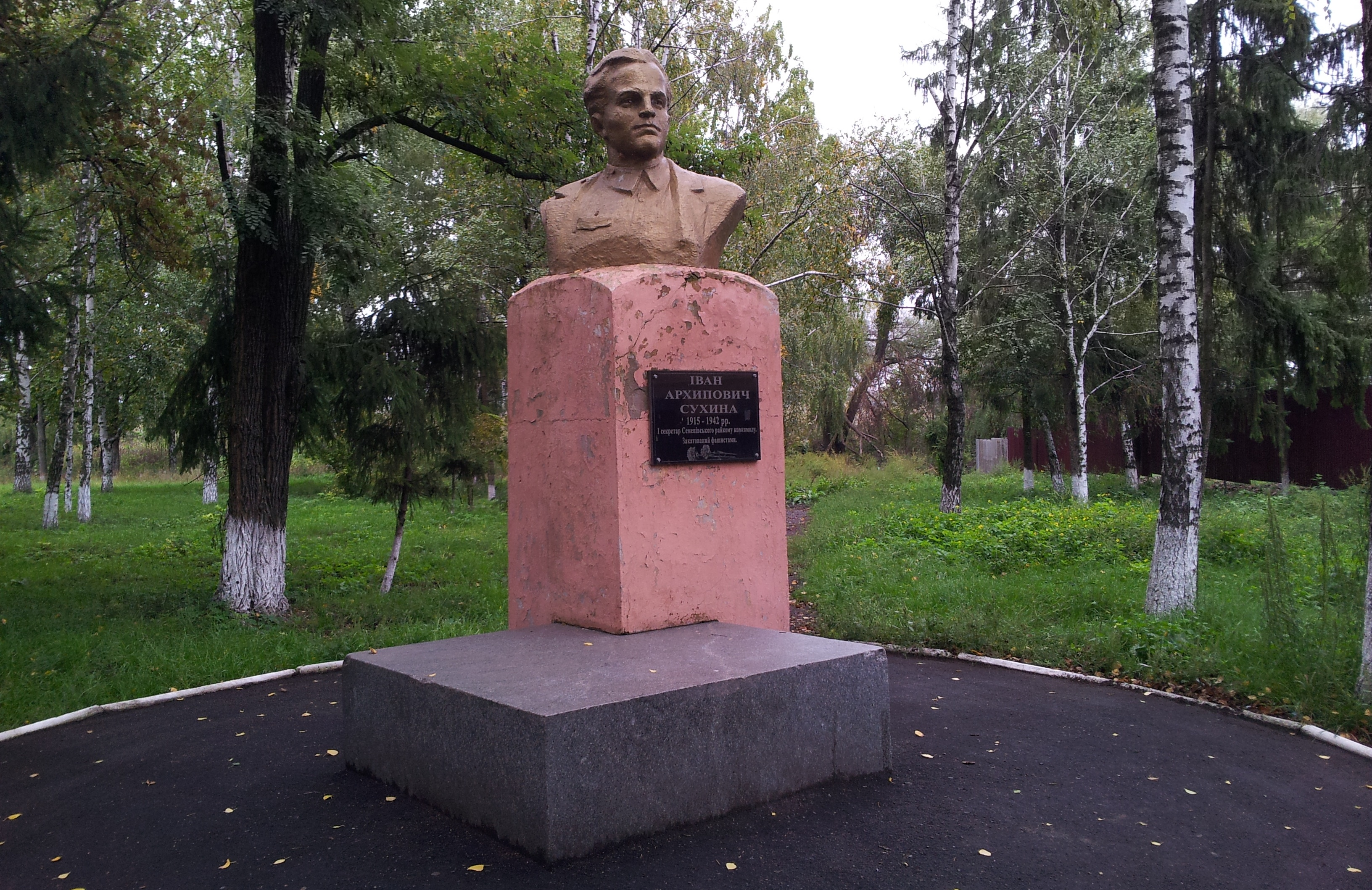
Пам'ятник-бюст Івану Сухині
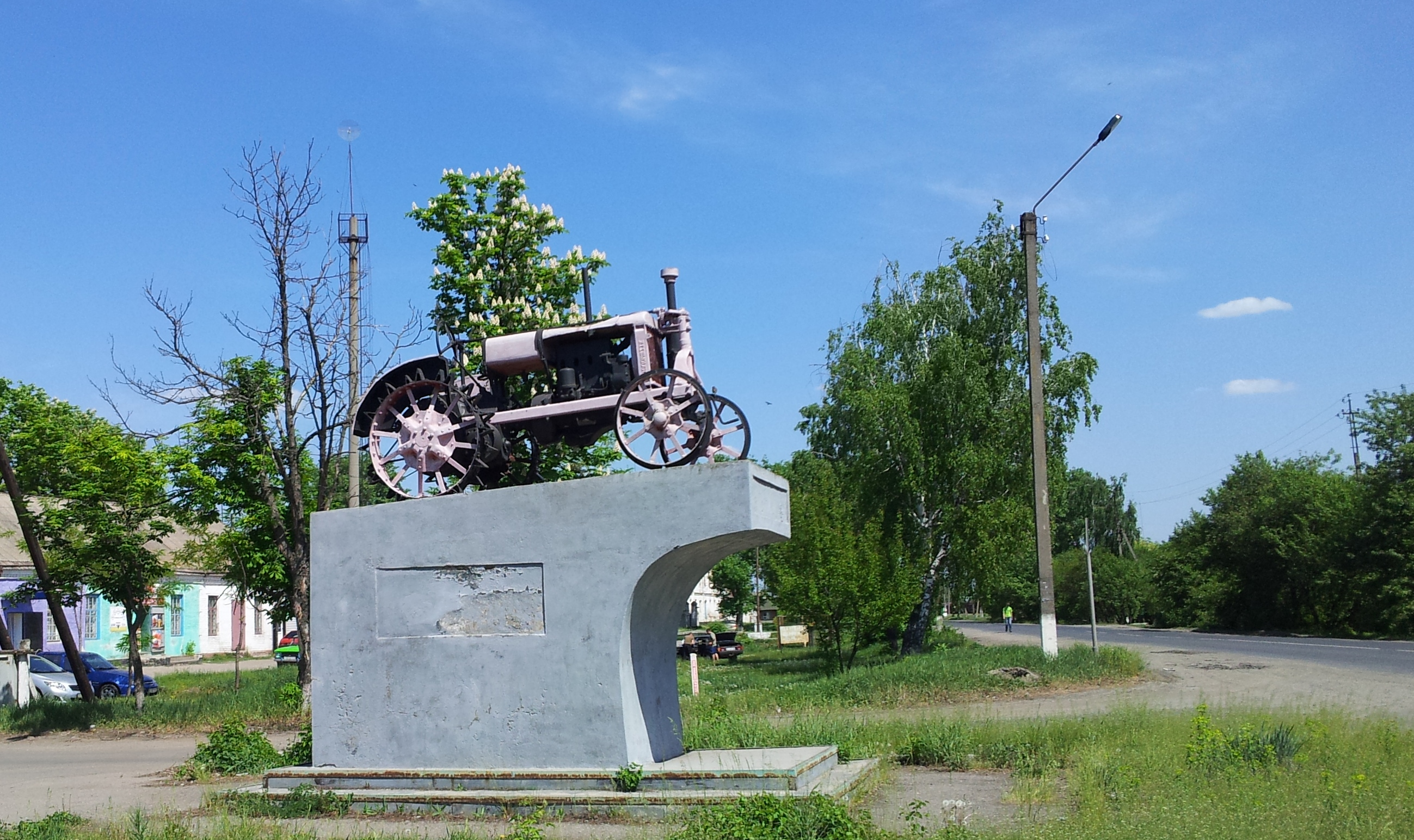
Пам'ятник трудової слави
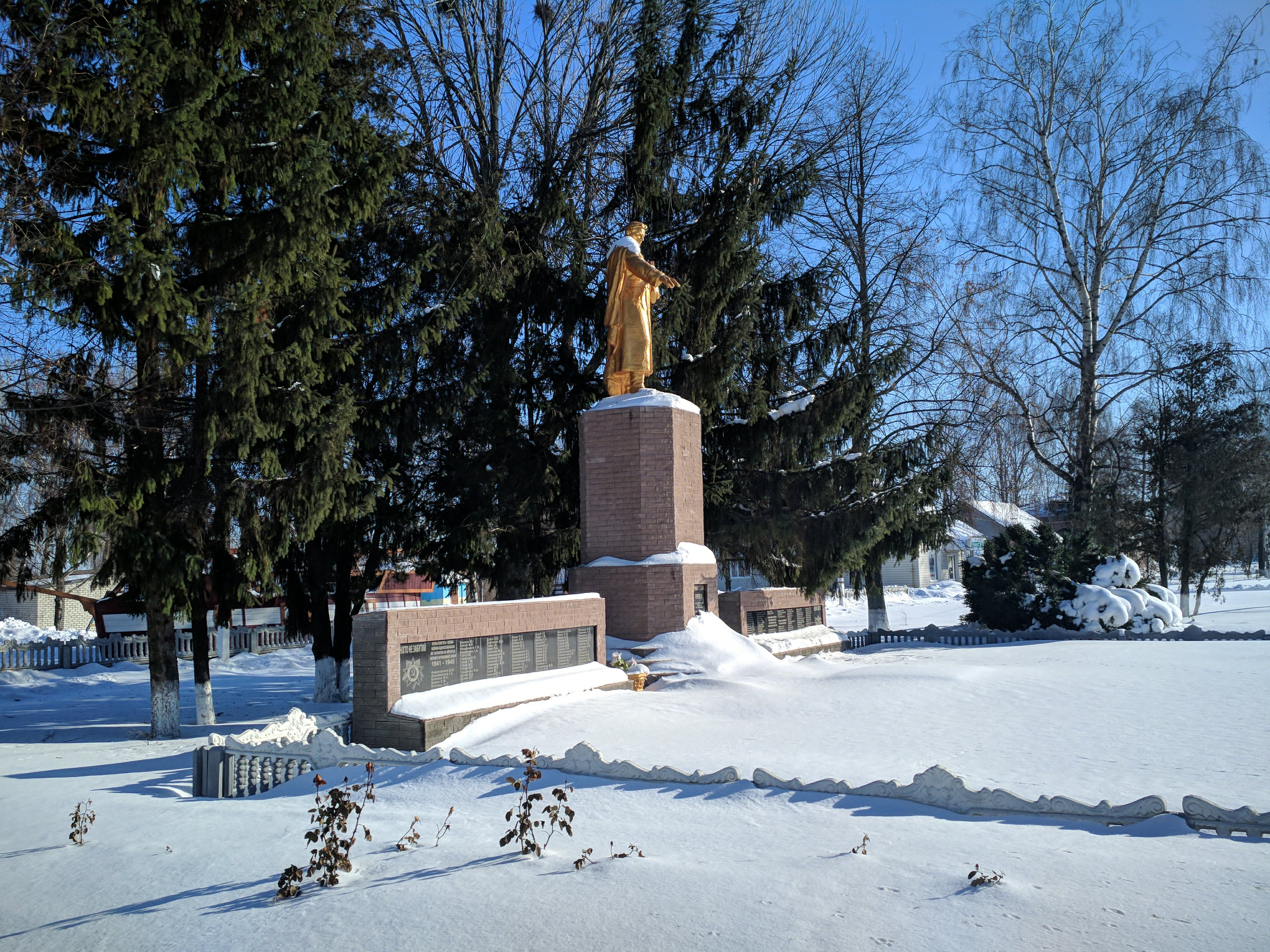
Братська могила радянських воїнів
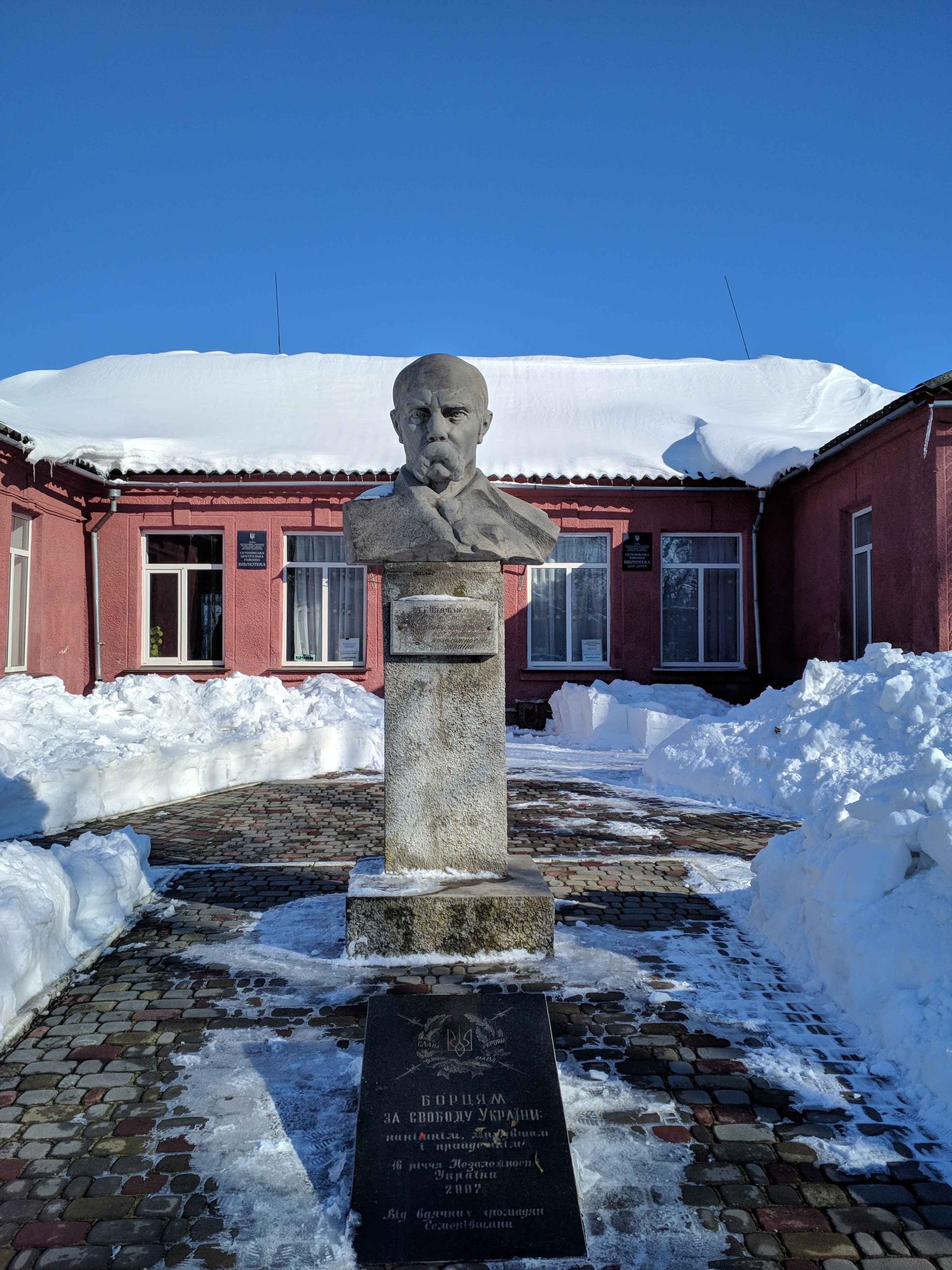
Пам'ятник-бюст Тарасу Шевченка
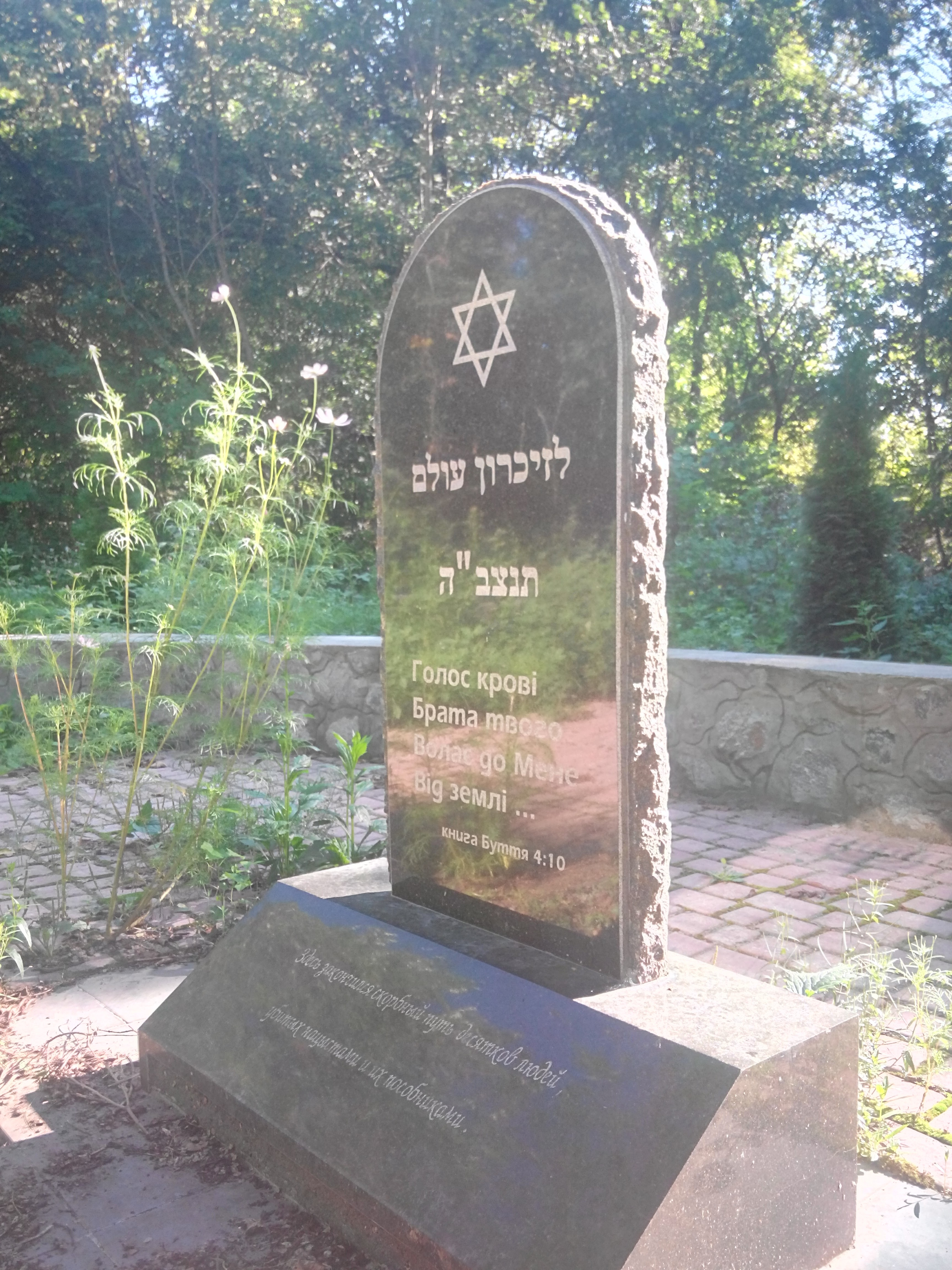
Пам'ятний знак жертвам Голокосту
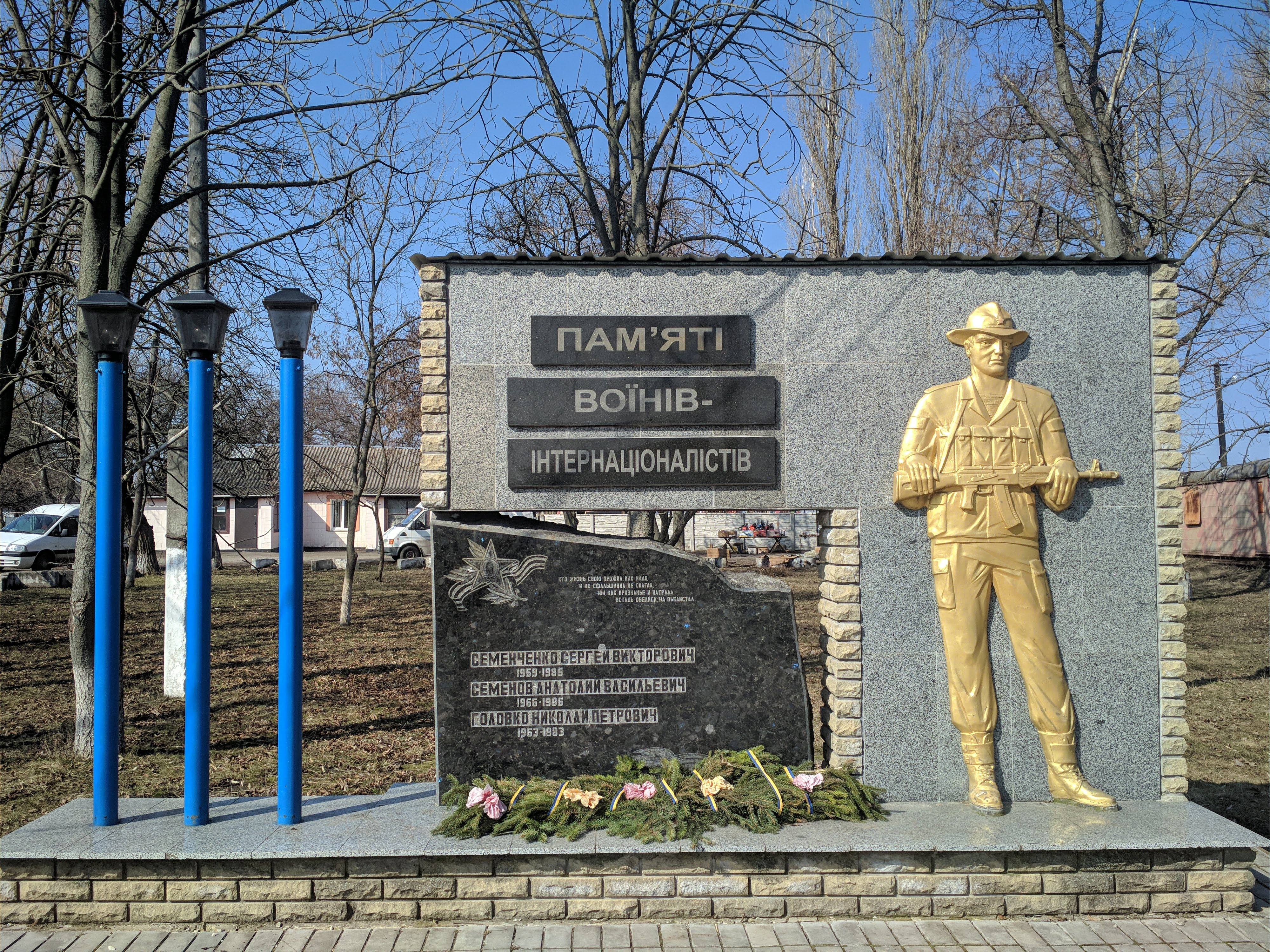
Пам'яті воїнів-інтернаціоналістів
Братська могила біля цукрового заводу

## Персоналії
- Бурлаков Максим Ігорович (1997—2022) — молодший сержант Збройних Сил України, учасник російсько-української війни, що загинув у ході російського вторгнення в Україну в 2022 році.
- Кандиба Наталія Григорівна — українська акторка.
- Кандул Роман Григорович (1983—2017) — український військовий льотчик, старший лейтенант Збройних сил України, учасник російсько-української війни.
- Ленченко Федір Іванович — директор Київського кооперативного економічно-правового коледжу.
- Лісовол Віктор Іванович (1931—2013) — бандурист, композитор, автор музики пісні «Наливаймо, браття, кришталеві чаші», заслужений працівник культури України, народився в Семенівці.
- Павленко Л. О. — прозаїк.
- Піддубний Олександр Анатолійович (* 1982) — сержант Збройних сил України, учасник російсько-української війни.
- Тимченко Жанна Павлівна — український історик.
- Цапенко І. П. (1914—1963) — фольклорист, літературознавець.
- Бараннік Олег Васильович — український футболіст, нападник полтавської «Ворскли».
- Злотін Олександр Зіновійович — український ентомолог, професор, доктор біологічних наук.

## Галерея
|                          |                                |                         |                                      |                     |
| Семенівська районна рада | Семенівська районна бібліотека | Семенівська автостанція | Семенівський районний відділ поліції | Семенівська школа 1 |